# Jeroen Soete
Jeroen Soete, né le 26 décembre 1983 à Ostende, est un homme politique belge, membre de Vooruit.

## Biographie
Jeroen Soete nait le 26 décembre 1983 à Ostende.
Aux élections législatives fédérales de 2024, Jeroen Soete est élu à la Chambre des Représentants.